# Helosciomyza macalpinei
Helosciomyza macalpinei är en tvåvingeart som beskrevs av Steyskal 1978. Helosciomyza macalpinei ingår i släktet Helosciomyza och familjen Helosciomyzidae. Inga underarter finns listade i Catalogue of Life.